# Pam Shriver
Pour les articles homonymes, voir Shriver.
Pamela « Pam » Shriver épouse Shapiro puis Lazenby (née le 4 juillet 1962 à Baltimore dans le Maryland) est une joueuse américaine de tennis, professionnelle de mars 1979 à 1997.
Elle a remporté 21 titres en simple dames, et 112 titres en double, dont vingt-et-un titres du Grand Chelem et dix Masters.
Shriver sera membre du top dix mondial neuf saisons consécutives, de 1980 à 1988, et atteint son meilleur classement en 1984, à la troisième place. Son meilleur résultat en simple sera une finale de l'US Open, conquise en 1978, ainsi qu'une finale des Masters en 1988. Elle a atteint à trois reprises les demi-finales de l'Open d'Australie et de Wimbledon.
En double dames, elle réalise le Grand Chelem calendaire en 1984, ainsi que le Petit Chelem en 1983 et en 1987. Aux Jeux olympiques de Séoul en 1988, elle remporte la médaille d'or pour les États-Unis, associée à Zina Garrison.
Considérée comme une joueuse majeure des années 1980, Pam Shriver fait son entrée en International Tennis Hall of Fame en 2002.

## Carrière tennistique
Pendant les années 1980, Pam Shriver compte sans discontinuer parmi les dix meilleures joueuses du monde. Elle remporte 21 titres WTA en simple et atteint la 3e place du classement mondial.
En 1978, à seize ans, elle atteint sa seule finale en Grand Chelem, à l'US Open, battue par Chris Evert. Sur la route de la finale, elle écarte la numéro un mondiale Martina Navrátilová, exploit qu'elle réédite à l'US Open en 1982 en 1/4 de finale, avant d'échouer face à Hana Mandlíková au tour suivant. Mais Navratilova prend sa revanche à trois reprises en demi-finale de l'Open d'Australie (1982 et 1983), puis de l'US Open 1983. Au total, Shriver parvient ainsi à trois reprises en 1/2 finale de l'Open d'Australie (de 1981 à 1983) et de Wimbledon (1981, 1987 et 1988). En 1981, à Wimbledon puis à l'Open d'Australie, elle écarte l'ancienne numéro un mondiale Tracy Austin en quart de finale à chaque fois. En 1985, elle bat Steffi Graf dès les huitièmes de finale à Wimbledon. Elle parvient aussi en finale des Masters de tennis féminin en 1988 face à Gabriela Sabatini, après avoir battu Chris Evert et surtout la numéro un mondiale Steffi Graf, qui a tout gagné cette année-là (Grand Chelem et Jeux olympiques). Avec Sabatini, elle est ainsi la seule joueuse à avoir battu Steffi Graf en 1988.
C'est en double qu'elle accumule des performances d'exception, décrochant 113 titres WTA. Avec Martina Navrátilová, elle forme la meilleure équipe de tous les temps :
- 91 titres, dont 21 en Grand Chelem – Pam Shriver en gagne un 21e en 1991, à l'US Open avec Natasha Zvereva
- Grand Chelem en 1984
- équipe invaincue d'avril 1983 à juillet 1985, soit 109 matchs consécutifs dont huit titres du grand chelem remportés d'affilée – Kathy Jordan et Elizabeth Smylie mettent fin à cette série en finale à Wimbledon.

Pam Shriver se retire du tennis en 1997 et travaille comme commentatrice sportive pour les chaînes BBC, ABC, CBS, ESPN et TSN.
Depuis 2002, elle est membre du International Tennis Hall of Fame. La même année, elle se marie en secondes noces à l'acteur George Lazenby, James Bond au cinéma. Elle demandera le divorce en 2008.

## Palmarès

### Titres en simple dames
| No | Date       | Nom et lieu du tournoi                   | Catégorie  | Dotation  | Surface         | Finaliste          | Score         |          |
| -- | ---------- | ---------------------------------------- | ---------- | --------- | --------------- | ------------------ | ------------- | -------- |
| 1  | 23-01-1978 | Avon Futures of Columbus, Columbus (OH)  | Futures    | 20 000 $  | Moquette (int.) | Kate Latham        | 6-1, 6-3      | Parcours |
| 2  | 22-03-1980 | Honda Civic Classic, Carlsbad            |            | 50 000 $  | Dur (ext.)      | Kate Latham        | 6-1, 6-2      | Parcours |
| 3  | 01-06-1981 | Kentish Times Tournament, Beckenham      |            | 14 500 $  | Gazon (ext.)    | Elizabeth Little   | 6-2, 6-2      | Parcours |
| 4  | 16-11-1981 | National Panasonic Open, Perth           |            | 125 000 $ | Gazon (ext.)    | Andrea Jaeger      | 6-1, 7-6      | Parcours |
| 5  | 01-06-1982 | Kent Championships, Beckenham            |            | NC        | Gazon (ext.)    | Elizabeth Sayers   | 6-3, 6-2      | Parcours |
| 6  | 25-04-1983 | Virginia Slims of Atlanta, Atlanta       |            | 150 000 $ | Dur (ext.)      | Kathy Jordan       | 6-2, 6-0      | Parcours |
| 7  | 14-11-1983 | National Panasonic Open, Brisbane        |            | 150 000 $ | Gazon (ext.)    | Wendy Turnbull     | 6-4, 7-5      | Parcours |
| 8  | 06-02-1984 | Virginia Slims of Chicago, Chicago       | VS Tour C3 | 150 000 $ | Moquette (int.) | Barbara Potter     | 7-6, 2-6, 6-3 | Parcours |
| 9  | 11-06-1984 | Edgbaston Cup, Birmingham                | VS Tour C2 | 125 000 $ | Gazon (ext.)    | Anne White         | 7-6, 6-3      | Parcours |
| 10 | 06-05-1985 | Australian Indoors, Sydney               |            | 200 000 $ | Dur (int.)      | Dianne Balestrat   | 6-3, 6-3      | Parcours |
| 11 | 13-05-1985 | Melbourne Indoors, Melbourne             |            | 75 000 $  | Moquette (int.) | Kathy Jordan       | 6-4, 6-4      | Parcours |
| 12 | 10-06-1985 | Edgbaston Cup, Birmingham                |            | 125 000 $ | Gazon (ext.)    | Betsy Nagelsen     | 6-1, 6-0      | Parcours |
| 13 | 14-10-1985 | Porsche Classic, Filderstadt             |            | 175 000 $ | Dur (int.)      | Catarina Lindqvist | 6-1, 7-5      | Parcours |
| 14 | 09-06-1986 | Edgbaston Cup, Birmingham                |            | 125 000 $ | Gazon (ext.)    | Manuela Maleeva    | 6-2, 7-6      | Parcours |
| 15 | 14-07-1986 | Virginia Slims of Newport, Newport (RI)  |            | 150 000 $ | Gazon (ext.)    | Lori McNeil        | 6-4, 6-2      | Parcours |
| 16 | 08-06-1987 | Dow Chemical Classic, Birmingham         |            | 150 000 $ | Gazon (ext.)    | Larisa Savchenko   | 4-6, 6-2, 6-2 | Parcours |
| 17 | 13-07-1987 | Virginia Slims of Newport, Newport (RI)  |            | 150 000 $ | Gazon (ext.)    | Wendy White        | 6-2, 6-4      | Parcours |
| 18 | 17-08-1987 | Downsview Canadian Open, Toronto         |            | 250 000 $ | Dur (ext.)      | Zina Garrison      | 6-4, 6-1      | Parcours |
| 19 | 02-11-1987 | Virginia Slims of New England, Worcester |            | 250 000 $ | Moquette (int.) | Chris Evert        | 6-4, 4-6, 6-0 | Parcours |
| 20 | 28-12-1987 | Ariadne Classic, Brisbane                | Tier V     | 150 000 $ | Gazon (ext.)    | Jana Novotná       | 7-6, 7-6      | Parcours |
| 21 | 04-01-1988 | New South Wales Open, Sydney             | Tier IV    | 200 000 $ | Gazon (ext.)    | Helena Suková      | 6-2, 6-3      | Parcours |
| 22 | 25-04-1988 | Pan Pacific Open, Tokyo                  | Tier III   | 250 000 $ | Moquette (int.) | Helena Suková      | 7-5, 6-1      | Parcours |
| 23 | 17-10-1988 | European Indoors, Zurich                 | Tier IV    | 200 000 $ | Moquette (int.) | Manuela Maleeva    | 6-3, 6-4      | Parcours |

### Finales en simple dames
| No | Date       | Nom et lieu du tournoi                             | Catégorie | Dotation    | Surface         | Vainqueure           | Score         |          |
| -- | ---------- | -------------------------------------------------- | --------- | ----------- | --------------- | -------------------- | ------------- | -------- |
| 1  | 28-08-1978 | US Open, Flushing Meadows                          | G. Chelem | 260 000 $   | Dur (ext.)      | Chris Evert          | 7-6, 6-4      | Parcours |
| 2  | 04-06-1979 | Kentish Times Tournament, Beckenham                |           | 8 600 $     | Gazon (ext.)    | Evonne Goolagong     | 6-3, 6-2      | Parcours |
| 3  | 01-12-1980 | Building Society NSW Open, Sydney                  |           | 125 000 $   | Gazon (ext.)    | Wendy Turnbull       | 3-6, 6-4, 7-6 | Parcours |
| 4  | 09-03-1981 | Avon Championships of Dallas, Dallas               |           | 200 000 $   | Moquette (int.) | Martina Navrátilová  | 6-2, 6-4      | Parcours |
| 5  | 06-04-1981 | Family Circle Cup, Hilton Head                     |           | 150 000 $   | Terre (ext.)    | Chris Evert          | 6-3, 6-2      | Parcours |
| 6  | 27-07-1981 | Wells Fargo Open, San Diego                        |           | 125 000 $   | Dur (ext.)      | Tracy Austin         | 6-2, 5-7, 6-2 | Parcours |
| 7  | 15-02-1982 | Avon Championships of Houston, Houston             | Champ’s   | 100 000 $   | Moquette (int.) | Bettina Bunge        | 6-2, 3-6, 6-2 | Parcours |
| 8  | 27-09-1982 | US Indoors, Philadelphie                           | Series 4  | 125 000 $   | Moquette (int.) | Barbara Potter       | 6-4, 6-2      | Parcours |
| 9  | 15-11-1982 | National Panasonic Open, Brisbane                  | Series 4  | 125 000 $   | Gazon (ext.)    | Wendy Turnbull       | 6-3, 6-1      | Parcours |
| 10 | 10-10-1983 | Florida Federal Open, Tarpon Springs               |           | 150 000 $   | Dur (ext.)      | Martina Navrátilová  | 6-3, 6-2      | Parcours |
| 11 | 13-08-1984 | United Jersey Bank, Mahwah                         |           | 150 000 $   | Dur (ext.)      | Martina Navrátilová  | 6-4, 4-6, 7-5 | Parcours |
| 12 | 15-07-1985 | Virginia Slims of Newport, Newport (RI)            |           | 150 000 $   | Gazon (ext.)    | Chris Evert          | 6-4, 6-1      | Parcours |
| 13 | 29-07-1985 | Virginia Slims of Los Angeles, Manhattan Beach     |           | 250 000 $   | Dur (ext.)      | Claudia Kohde-Kilsch | 6-2, 6-4      | Parcours |
| 14 | 23-09-1985 | Virginia Slims of New Orleans, La Nouvelle-Orléans |           | 150 000 $   | Moquette (int.) | Chris Evert          | 6-4, 7-5      | Parcours |
| 15 | 11-11-1985 | National Panasonic Open, Brisbane                  |           | 150 000 $   | Gazon (ext.)    | Martina Navrátilová  | 6-3, 7-5      | Parcours |
| 16 | 06-01-1986 | Virginia Slims of Washington, Washington           |           | 150 000 $   | Moquette (int.) | Martina Navrátilová  | 6-1, 6-4      | Parcours |
| 17 | 04-08-1986 | Player’s Canadian Open, Montréal                   |           | 250 000 $   | Dur (ext.)      | Helena Suková        | 6-2, 7-5      | Parcours |
| 18 | 29-09-1986 | Virginia Slims of New Orleans, La Nouvelle-Orléans |           | 150 000 $   | Moquette (int.) | Martina Navrátilová  | 6-1, 4-6, 6-2 | Parcours |
| 19 | 29-12-1986 | Jason 2000 Classic, Brisbane                       |           | 150 000 $   | Gazon (ext.)    | Hana Mandlíková      | 6-2, 2-6, 6-4 | Parcours |
| 20 | 05-01-1987 | Family Circle Open, Sydney                         |           | 150 000 $   | Gazon (ext.)    | Zina Garrison        | 6-2, 6-4      | Parcours |
| 21 | 16-03-1987 | Virginia Slims of Dallas, Dallas                   |           | 250 000 $   | Moquette (int.) | Chris Evert          | 6-1, 6-3      | Parcours |
| 22 | 19-10-1987 | Volvo Classic, Brighton                            |           | 200 000 $   | Moquette (int.) | Gabriela Sabatini    | 7-5, 6-4      | Parcours |
| 23 | 08-02-1988 | Virginia Slims of Dallas, Dallas                   | Tier III  | 250 000 $   | Moquette (int.) | Martina Navrátilová  | 6-0, 6-3      | Parcours |
| 24 | 22-02-1988 | Virginia Slims of Washington, Fairfax              | Tier II   | 300 000 $   | Moquette (int.) | Martina Navrátilová  | 6-0, 6-2      | Parcours |
| 25 | 06-06-1988 | Dow Chemical Classic, Birmingham                   | Tier V    | 150 000 $   | Gazon (ext.)    | Claudia Kohde-Kilsch | 6-2, 6-1      | Parcours |
| 26 | 14-11-1988 | Virginia Slims Championships, New York             | Masters   | 1 000 000 $ | Moquette (int.) | Gabriela Sabatini    | 7-5, 6-2, 6-2 | Parcours |
| 27 | 17-07-1989 | Virginia Slims of Newport, Newport (RI)            | Tier IV   | 200 000 $   | Gazon (ext.)    | Zina Garrison        | 6-0, 6-1      | Parcours |

### Titres en double dames
| No  | Date       | Nom et lieu du tournoi                              | Catégorie     | Dotation    | Surface         | Partenaire          | Finalistes                           | Score          |          |
| --- | ---------- | --------------------------------------------------- | ------------- | ----------- | --------------- | ------------------- | ------------------------------------ | -------------- | -------- |
| 1   | 12-06-1978 | Keith Prowse International Chichester               |               | 35 000 $    | Gazon (ext.)    | Janet Newberry      | Michelle Tyler Yvonne Vermaak        | 3-6, 6-3, 6-4  | Parcours |
| 2   | 07-01-1980 | Avon Championships of Cincinnati Cincinnati         |               | 150 000 $   | Moquette (int.) | Laura duPont        | Mima Jaušovec Ann Kiyomura           | 6-3, 6-3       | Parcours |
| 3   | 22-03-1980 | Honda Civic Classic Carlsbad                        |               | 50 000 $    | Dur (ext.)      | Laura duPont        | Rosie Casals Joanne Russell          | 6-7, 6-4, 6-1  | Parcours |
| 4   | 09-06-1980 | Crossley Carpets Trophy Chichester                  |               | 100 000 $   | Gazon (ext.)    | Betty Stöve         | Rosie Casals Wendy Turnbull          | 6-4, 7-5       | Parcours |
| 5   | 14-07-1980 | Player's Challenge Classic Montréal                 |               | 100 000 $   | Dur (ext.)      | Anne Smith          | Ann Kiyomura Greer Stevens           | 3-6, 6-6, ab.  | Parcours |
| 6   | 06-10-1980 | Thunderbird Classic Phoenix                         |               | 100 000 $   | Dur (ext.)      | Paula Smith         | Ann Kiyomura Candy Reynolds          | 6-0, 6-4       | Parcours |
| 7   | 01-12-1980 | Building Society NSW Open Sydney                    |               | 125 000 $   | Gazon (ext.)    | Betty Stöve         | Rosie Casals Wendy Turnbull          | 6-1, 4-6, 6-4  | Parcours |
| 8   | 08-12-1980 | National Panasonic Open Adélaïde                    |               | 125 000 $   | Gazon (ext.)    | Betty Stöve         | Sue Barker Sharon Walsh              | 6-4, 6-3       | Parcours |
| 9   | 26-01-1981 | Avon Championships of Chicago Chicago               |               | 200 000 $   | Moquette (int.) | Martina Navrátilová | Barbara Potter Sharon Walsh          | 6-3, 6-1       | Parcours |
| 10  | 09-03-1981 | Avon Championships of Dallas Dallas                 |               | 200 000 $   | Moquette (int.) | Martina Navrátilová | Kathy Jordan Anne Smith              | 7-5, 6-4       | Parcours |
| 11  | 23-03-1981 | Avon Circuit Championships New York                 | Masters       | 300 000 $   | Moquette (int.) | Martina Navrátilová | Barbara Potter Sharon Walsh          | 6-0, 7-6       | Parcours |
| 12  | 27-04-1981 | United Airlines Tournament Orlando                  |               | 200 000 $   | Terre (ext.)    | Martina Navrátilová | Rosie Casals Wendy Turnbull          | 6-1, 7-6       | Parcours |
| 13  | 01-06-1981 | Kentish Times Tournament Beckenham                  |               | 14 500 $    | Gazon (ext.)    | Terry Holladay      | Elizabeth Little Sue Saliba          | 7-5, 6-4       | Parcours |
| 14  | 15-06-1981 | BMW Championships Eastbourne                        |               | 125 000 $   | Gazon (ext.)    | Martina Navrátilová | Kathy Jordan Anne Smith              | 6-7, 6-2, 6-1  | Parcours |
| 15  | 22-06-1981 | The Championships Wimbledon                         | G. Chelem     | 300 000 $   | Gazon (ext.)    | Martina Navrátilová | Kathy Jordan Anne Smith              | 6-3, 7-6       | Parcours |
| 16  | 17-08-1981 | Player’s Canadian Open Toronto                      |               | 200 000 $   | Dur (ext.)      | Martina Navrátilová | Candy Reynolds Anne Smith            | 7-6, 7-6       | Parcours |
| 17  | 28-09-1981 | Playtex US Indoors Minneapolis                      |               | 125 000 $   | Moquette (int.) | Martina Navrátilová | Rosie Casals Wendy Turnbull          | 6-3, 7-6       | Parcours |
| 18  | 23-11-1981 | Building Society NSW Open Sydney                    |               | 125 000 $   | Gazon (ext.)    | Martina Navrátilová | Kathy Jordan Anne Smith              | 6-7, 6-2, 6-4  | Parcours |
| 19  | 14-12-1981 | Toyota Series Championships East Rutherford         | Masters       | 250 000 $   | Dur (int.)      | Martina Navrátilová | Rosie Casals Wendy Turnbull          | 6-3, 6-4       | Parcours |
| 20  | 25-01-1982 | Avon Championships of Chicago Chicago               | Champ’s       | 150 000 $   | Moquette (int.) | Martina Navrátilová | Rosie Casals Wendy Turnbull          | 7-5, 6-4       | Parcours |
| 21  | 15-02-1982 | Avon Championships of Houston Houston               | Champ’s       | 100 000 $   | Moquette (int.) | Kathy Jordan        | Sue Barker Sharon Walsh              | 7-6, 6-2       | Parcours |
| 22  | 08-03-1982 | Avon Championships of Dallas Dallas                 | Champ’s       | 200 000 $   | Moquette (int.) | Martina Navrátilová | Billie Jean King Ilana Kloss         | 6-4, 6-4       | Parcours |
| 23  | 22-03-1982 | Avon Circuit Championships New York                 | Masters       | 300 000 $   | Moquette (int.) | Martina Navrátilová | Kathy Jordan Anne Smith              | 6-4, 6-3       | Parcours |
| 24  | 05-04-1982 | Family Circle Cup Hilton Head                       | Series 7      | 200 000 $   | Terre (ext.)    | Martina Navrátilová | Joanne Russell Virginia Ruzici       | 6-1, 6-2       | Parcours |
| 25  | 15-04-1982 | Bridgestone Doubles Fort Worth                      | Series 5      | 150 000 $   | Moquette (int.) | Martina Navrátilová | Kathy Jordan Anne Smith              | 7-5, 6-3       | Parcours |
| 26  | 01-06-1982 | Kent Championships Beckenham                        |               | NC          | Gazon (ext.)    | Sue Barker          | Billie Jean King Ilana Kloss         | 6-2, 6-4       | Parcours |
| 27  | 14-06-1982 | BMW Championships Eastbourne                        | Series 5      | 150 000 $   | Gazon (ext.)    | Martina Navrátilová | Kathy Jordan Anne Smith              | 6-3, 6-4       | Parcours |
| 28  | 21-06-1982 | The Championships Wimbledon                         | G. Chelem     | 350 000 $   | Gazon (ext.)    | Martina Navrátilová | Kathy Jordan Anne Smith              | 6-4, 6-1       | Parcours |
| 29  | 18-10-1982 | Porsche Grand Prix Filderstadt                      | Series 4      | 150 000 $   | Dur (int.)      | Martina Navrátilová | Candy Reynolds Anne Smith            | 6-2, 6-3       | Parcours |
| 30  | 25-10-1982 | Daihatsu Challenge Brighton                         | Series 5      | 150 000 $   | Moquette (int.) | Martina Navrátilová | Barbara Potter Sharon Walsh          | 2-6, 7-5, 6-4  | Parcours |
| 31  | 22-11-1982 | Building Society NSW Open Sydney                    | Series 4      | 125 000 $   | Gazon (ext.)    | Martina Navrátilová | Claudia Kohde-Kilsch Eva Pfaff       | 6-2, 2-6, 7-6  | Parcours |
| 32  | 02-12-1982 | Marlboro Australian Open Melbourne                  | G. Chelem     | 350 000 $   | Gazon (ext.)    | Martina Navrátilová | Claudia Kohde-Kilsch Eva Pfaff       | 6-4, 6-2       | Parcours |
| 33  | 13-12-1982 | Toyota Series Championships East Rutherford         | Masters       | 300 000 $   | Dur (int.)      | Martina Navrátilová | Candy Reynolds Paula Smith           | 6-4, 7-5       | Parcours |
| 34  | 03-01-1983 | Virginia Slims of Washington Washington             |               | 150 000 $   | Moquette (int.) | Martina Navrátilová | Kathy Jordan Anne Smith              | 4-6, 7-5, 6-3  | Parcours |
| 35  | 10-01-1983 | Virginia Slims of Houston Houston                   |               | 150 000 $   | Moquette (int.) | Martina Navrátilová | Jo Durie Barbara Potter              | 6-4, 6-3       | Parcours |
| 36  | 14-02-1983 | Virginia Slims of Chicago Chicago                   |               | 150 000 $   | Moquette (int.) | Martina Navrátilová | Kathy Jordan Anne Smith              | 6-1, 6-2       | Parcours |
| 37  | 07-03-1983 | Virginia Slims of Dallas Dallas                     |               | 150 000 $   | Moquette (int.) | Martina Navrátilová | Rosie Casals Wendy Turnbull          | 6-3, 6-2       | Parcours |
| 38  | 21-03-1983 | Virginia Slims Championships New York               | Masters       | 350 000 $   | Moquette (int.) | Martina Navrátilová | Claudia Kohde-Kilsch Eva Pfaff       | 7-5, 6-2       | Parcours |
| 39  | 13-06-1983 | BMW Championships Eastbourne                        |               | 150 000 $   | Gazon (ext.)    | Martina Navrátilová | Jo Durie Anne Hobbs                  | 6-1, 6-0       | Parcours |
| 40  | 20-06-1983 | The Championships Wimbledon                         | G. Chelem     | 670 000 $   | Gazon (ext.)    | Martina Navrátilová | Rosie Casals Wendy Turnbull          | 6-2, 6-2       | Parcours |
| 41  | 11-07-1983 | Virginia Slims Hall of Fame Newport (RI)            |               | 100 000 $   | Gazon (ext.)    | Barbara Potter      | Barbara Jordan Elizabeth Sayers      | 6-3, 6-1       | Parcours |
| 42  | 08-08-1983 | Virginia Slims of Los Angeles Manhattan Beach       |               | 150 000 $   | Dur (ext.)      | Martina Navrátilová | Betsy Nagelsen Virginia Ruzici       | 6-1, 6-0       | Parcours |
| 43  | 29-08-1983 | US Open Flushing Meadows                            | G. Chelem     | 850 000 $   | Dur (ext.)      | Martina Navrátilová | Rosalyn Fairbank Candy Reynolds      | 6-7, 6-1, 6-3  | Parcours |
| 44  | 10-10-1983 | Florida Federal Open Tarpon Springs                 |               | 150 000 $   | Dur (ext.)      | Martina Navrátilová | Bonnie Gadusek Wendy White           | 6-0, 6-1       | Parcours |
| 45  | 17-10-1983 | Daihatsu Challenge Brighton                         |               | 150 000 $   | Moquette (int.) | Chris Evert         | Jo Durie Ann Kiyomura                | 7-5, 6-4       | Parcours |
| 46  | 28-11-1983 | Marlboro Australian Open Melbourne                  | G. Chelem     | 500 000 $   | Gazon (ext.)    | Martina Navrátilová | Anne Hobbs Wendy Turnbull            | 6-4, 6-7, 6-2  | Parcours |
| 47  | 09-01-1984 | Virginia Slims of California Oakland                | VS Tour C3    | 150 000 $   | Moquette (int.) | Martina Navrátilová | Rosie Casals Alycia Moulton          | 6-2, 6-3       | Parcours |
| 48  | 20-02-1984 | Computerland US Indoors Livingston                  | VS Tour C3    | 150 000 $   | Moquette (int.) | Martina Navrátilová | Jo Durie Ann Kiyomura                | 6-4, 6-3       | Parcours |
| 49  | 27-02-1984 | Virginia Slims Championships New York               | Masters       | 500 000 $   | Moquette (int.) | Martina Navrátilová | Jo Durie Ann Kiyomura                | 6-3, 6-1       | Parcours |
| 50  | 05-03-1984 | Bridgestone Doubles Tokyo                           |               | 175 000 $   | Moquette (int.) | Ann Kiyomura        | Barbara Jordan Elizabeth Sayers      | 6-3, 6-7, 6-3  | Parcours |
| 51  | 28-05-1984 | Roland-Garros Paris                                 | G. Chelem     | 680 000 $   | Terre (ext.)    | Martina Navrátilová | Claudia Kohde-Kilsch Hana Mandlíková | 5-7, 6-3, 6-2  | Parcours |
| 52  | 18-06-1984 | Eastbourne Championships Eastbourne                 |               | 175 000 $   | Gazon (ext.)    | Martina Navrátilová | Jo Durie Ann Kiyomura                | 6-4, 6-2       | Parcours |
| 53  | 25-06-1984 | The Championships Wimbledon                         | G. Chelem     | 680 000 $   | Gazon (ext.)    | Martina Navrátilová | Kathy Jordan Anne Smith              | 6-3, 6-4       | Parcours |
| 54  | 13-08-1984 | United Jersey Bank Mahwah                           |               | 150 000 $   | Dur (ext.)      | Martina Navrátilová | Jo Durie Ann Kiyomura                | 7-6, 3-6, 6-2  | Parcours |
| 55  | 27-08-1984 | US Open Flushing Meadows                            | G. Chelem     | 1 100 000 $ | Dur (ext.)      | Martina Navrátilová | Anne Hobbs Wendy Turnbull            | 6-2, 6-4       | Parcours |
| 56  | 24-09-1984 | Virginia Slims of New Orleans La Nouvelle-Orléans   | VS Tour C3    | 150 000 $   | Moquette (int.) | Martina Navrátilová | Wendy Turnbull Sharon Walsh          | 6-4, 6-1       | Parcours |
| 57  | 12-11-1984 | National Panasonic Open Brisbane                    | VS Tour C1    | 150 000 $   | Gazon (ext.)    | Martina Navrátilová | Bettina Bunge Eva Pfaff              | 6-3, 6-2       | Parcours |
| 58  | 26-11-1984 | Australian Open Melbourne                           | G. Chelem     | 645 000 $   | Gazon (ext.)    | Martina Navrátilová | Claudia Kohde-Kilsch Helena Suková   | 6-3, 6-4       | Parcours |
| 59  | 04-03-1985 | US Indoors Princeton                                |               | 150 000 $   | Moquette (int.) | Martina Navrátilová | Marcella Mesker Elizabeth Smylie     | 7-5, 6-2       | Parcours |
| 60  | 18-03-1985 | Virginia Slims Championships New York               | Masters       | 500 000 $   | Moquette (int.) | Martina Navrátilová | Claudia Kohde-Kilsch Helena Suková   | 6-7, 6-4, 7-6  | Parcours |
| 61  | 08-04-1985 | Family Circle Mag. Cup Hilton Head                  |               | 200 000 $   | Terre (ext.)    | Rosalyn Fairbank    | Svetlana Cherneva Larisa Savchenko   | 6-4, 6-1       | Parcours |
| 62  | 22-04-1985 | Chrysler Tournament of Champions Orlando            |               | 200 000 $   | Terre (ext.)    | Martina Navrátilová | Elise Burgin Kathleen Horvath        | 6-3, 6-1       | Parcours |
| 63  | 06-05-1985 | Australian Indoors Sydney                           |               | 200 000 $   | Dur (int.)      | Elizabeth Smylie    | Barbara Potter Sharon Walsh-Pete     | 7-5, 7-5       | Parcours |
| 64  | 13-05-1985 | Melbourne Indoors Melbourne                         |               | 75 000 $    | Moquette (int.) | Elizabeth Smylie    | Anne Hobbs Kathy Jordan              | 6-2, 5-7, 6-1  | Parcours |
| 65  | 27-05-1985 | Roland-Garros Paris                                 | G. Chelem     | 800 000 $   | Terre (ext.)    | Martina Navrátilová | Claudia Kohde-Kilsch Helena Suková   | 4-6, 6-2, 6-2  | Parcours |
| 66  | 17-06-1985 | Pilkington Glass Championships Eastbourne           |               | 175 000 $   | Gazon (ext.)    | Martina Navrátilová | Kathy Jordan Elizabeth Smylie        | 7-5, 6-4       | Parcours |
| 67  | 14-10-1985 | Porsche Classic Filderstadt                         |               | 175 000 $   | Dur (int.)      | Hana Mandlíková     | Carina Karlsson Tine Scheuer-Larsen  | 6-2, 6-1       | Parcours |
| 68  | 11-11-1985 | National Panasonic Open Brisbane                    |               | 150 000 $   | Gazon (ext.)    | Martina Navrátilová | Claudia Kohde-Kilsch Helena Suková   | 6-4, 6-7, 6-1  | Parcours |
| 69  | 25-11-1985 | Australian Open Melbourne                           | G. Chelem     | 645 000 $   | Gazon (ext.)    | Martina Navrátilová | Claudia Kohde-Kilsch Helena Suková   | 6-3, 6-4       | Parcours |
| 70  | 06-01-1986 | Virginia Slims of Washington Washington             |               | 150 000 $   | Moquette (int.) | Martina Navrátilová | Claudia Kohde-Kilsch Helena Suková   | 6-3, 6-4       | Parcours |
| 71  | 13-01-1986 | Virginia Slims of New England Worcester             |               | 250 000 $   | Moquette (int.) | Martina Navrátilová | Claudia Kohde-Kilsch Helena Suková   | 7-5, 6-3       | Parcours |
| 72  | 10-02-1986 | Lipton International Championships Boca Raton       |               | 750 000 $   | Dur (ext.)      | Helena Suková       | Chris Evert Wendy Turnbull           | 6-2, 6-3       | Parcours |
| 73  | 28-03-1986 | Bridgestone Doubles Nashville                       |               | 175 000 $   | Moquette (int.) | Barbara Potter      | Kathy Jordan Elizabeth Smylie        | 6-4, 6-3       | Parcours |
| 74  | 16-06-1986 | Pilkington Glass Championships Eastbourne           |               | 200 000 $   | Gazon (ext.)    | Martina Navrátilová | Claudia Kohde-Kilsch Helena Suková   | 6-2, 6-4       | Parcours |
| 75  | 23-06-1986 | The Championships Wimbledon                         | G. Chelem     | 1 204 980 $ | Gazon (ext.)    | Martina Navrátilová | Hana Mandlíková Wendy Turnbull       | 6-1, 6-3       | Parcours |
| 76  | 11-08-1986 | Virginia Slims of Los Angeles Los Angeles           |               | 250 000 $   | Dur (ext.)      | Martina Navrátilová | Claudia Kohde-Kilsch Helena Suková   | 6-4, 6-3       | Parcours |
| 77  | 25-08-1986 | US Open Flushing Meadows                            | G. Chelem     | 1 400 000 $ | Dur (ext.)      | Martina Navrátilová | Hana Mandlíková Wendy Turnbull       | 6-4, 3-6, 6-3  | Parcours |
| 78  | 13-10-1986 | Porsche Grand Prix Filderstadt                      |               | 175 000 $   | Dur (int.)      | Martina Navrátilová | Zina Garrison Gabriela Sabatini      | 7-6, 6-4       | Parcours |
| 79  | 03-11-1986 | Virginia Slims of New England Worcester             |               | 250 000 $   | Moquette (int.) | Martina Navrátilová | Claudia Kohde-Kilsch Helena Suková   | 6-3, 6-1       | Parcours |
| 80  | 17-11-1986 | Virginia Slims Championships New York               | Masters       | 500 000 $   | Moquette (int.) | Martina Navrátilová | Claudia Kohde-Kilsch Helena Suková   | 7-6, 6-3       | Parcours |
| 81  | 12-01-1987 | Ford Australian Open Melbourne                      | G. Chelem     | 695 161 $   | Gazon (ext.)    | Martina Navrátilová | Zina Garrison Lori McNeil            | 6-1, 6-0       | Parcours |
| 82  | 23-02-1987 | Lipton International Championships Miami            |               | 750 000 $   | Dur (ext.)      | Martina Navrátilová | Claudia Kohde-Kilsch Helena Suková   | 6-3, 7-6       | Parcours |
| 83  | 23-03-1987 | Virginia Slims of Washington Washington             |               | 150 000 $   | Moquette (int.) | Elise Burgin        | Zina Garrison Lori McNeil            | 6-1, 3-6, 6-4  | Parcours |
| 84  | 25-05-1987 | Roland-Garros Paris                                 | G. Chelem     | 1 085 000 $ | Terre (ext.)    | Martina Navrátilová | Steffi Graf Gabriela Sabatini        | 6-2, 6-1       | Parcours |
| 85  | 10-08-1987 | Virginia Slims of Los Angeles Los Angeles           |               | 250 000 $   | Dur (ext.)      | Martina Navrátilová | Zina Garrison Lori McNeil            | 6-3, 6-4       | Parcours |
| 86  | 31-08-1987 | US Open Flushing Meadows                            | G. Chelem     | 1 757 958 $ | Dur (ext.)      | Martina Navrátilová | Kathy Jordan Elizabeth Smylie        | 5-7, 6-4, 6-2  | Parcours |
| 87  | 12-10-1987 | Porsche Tennis Grand Prix Filderstadt               |               | 175 000 $   | Dur (int.)      | Martina Navrátilová | Zina Garrison Lori McNeil            | 6-1, 6-2       | Parcours |
| 88  | 16-11-1987 | Virginia Slims Championships New York               | Masters       | 500 000 $   | Moquette (int.) | Martina Navrátilová | Claudia Kohde-Kilsch Helena Suková   | 6-1, 6-1       | Parcours |
| 89  | 28-12-1987 | Ariadne Classic Brisbane                            | Tier V        | 150 000 $   | Gazon (ext.)    | Betsy Nagelsen      | Claudia Kohde-Kilsch Helena Suková   | 2-6, 7-5, 6-2  | Parcours |
| 90  | 11-01-1988 | Ford Australian Open Melbourne                      | G. Chelem     | 711 450 $   | Dur (ext.)      | Martina Navrátilová | Chris Evert Wendy Turnbull           | 6-0, 7-5       | Parcours |
| 91  | 22-02-1988 | Virginia Slims of Washington Fairfax                | Tier II       | 300 000 $   | Moquette (int.) | Martina Navrátilová | Gabriela Sabatini Helena Suková      | 6-3, 6-4       | Parcours |
| 92  | 25-04-1988 | Pan Pacific Open Tokyo                              | Tier III      | 250 000 $   | Moquette (int.) | Helena Suková       | Gigi Fernández Robin White           | 4-6, 6-2, 7-6  | Parcours |
| 93  | 23-05-1988 | Roland-Garros Paris                                 | G. Chelem     | 1 488 000 $ | Terre (ext.)    | Martina Navrátilová | Claudia Kohde-Kilsch Helena Suková   | 6-2, 7-5       | Parcours |
| 94  | 20-09-1988 | Olympics Séoul                                      | J. olympiques | NC          | Dur (ext.)      | Zina Garrison       | Jana Novotná · Helena Suková         | 4-6, 6-2, 10-8 | Parcours |
| 95  | 31-10-1988 | Virginia Slims of New England Worcester             | Tier II       | 300 000 $   | Moquette (int.) | Martina Navrátilová | Gabriela Sabatini Helena Suková      | 6-3, 3-6, 7-5  | Parcours |
| 96  | 14-11-1988 | Virginia Slims Championships New York               | Masters       | 1 000 000 $ | Moquette (int.) | Martina Navrátilová | Larisa Savchenko Natasha Zvereva     | 6-3, 6-4       | Parcours |
| 97  | 09-01-1989 | New South Wales Open Sydney                         | Tier IV       | 200 000 $   | Dur (ext.)      | Martina Navrátilová | Elizabeth Smylie Wendy Turnbull      | 6-3, 6-3       | Parcours |
| 98  | 16-01-1989 | Ford Australian Open Melbourne                      | G. Chelem     | 937 882 $   | Dur (ext.)      | Martina Navrátilová | Patty Fendick Jill Hetherington      | 3-6, 6-3, 6-2  | Parcours |
| 99  | 13-02-1989 | Virginia Slims of Washington Fairfax                | Tier II       | 300 000 $   | Moquette (int.) | Betsy Nagelsen      | Natasha Zvereva Larisa Savchenko     | 6-2, 6-3       | Parcours |
| 100 | 27-02-1989 | US Hard Court Championships San Antonio             | Tier IV       | 200 000 $   | Dur (ext.)      | Katrina Adams       | Patty Fendick Jill Hetherington      | 3-6, 6-1, 6-4  | Parcours |
| 101 | 06-03-1989 | Virginia Slims of Palm Springs Palm Springs         | Tier III      | 250 000 $   | Dur (ext.)      | Hana Mandlíková     | Rosalyn Fairbank Gretchen Rush       | 6-3, 6-7, 6-3  | Parcours |
| 102 | 14-08-1989 | United Jersey Bank Classic Mahwah                   | Tier IV       | 200 000 $   | Dur (ext.)      | Steffi Graf         | Louise Allen Laura Arraya            | 6-2, 6-4       | Parcours |
| 103 | 30-10-1989 | Virginia Slims of New England Worcester             | Tier II       | 300 000 $   | Moquette (int.) | Martina Navrátilová | Elise Burgin Rosalyn Fairbank        | 6-4, 4-6, 6-4  | Parcours |
| 104 | 13-11-1989 | Virginia Slims Championships New York               | Masters       | 1 000 000 $ | Moquette (int.) | Martina Navrátilová | Larisa Savchenko Natasha Zvereva     | 6-3, 6-2       | Parcours |
| 105 | 26-08-1991 | US Open Flushing Meadows                            | G. Chelem     | 2 700 000 $ | Dur (ext.)      | Natasha Zvereva     | Jana Novotná Larisa Neiland          | 6-4, 4-6, 7-65 | Parcours |
| 106 | 16-09-1991 | Nichirei International Championships Tokyo          | Tier II       | 350 000 $   | Dur (ext.)      | Mary Joe Fernández  | Carrie Cunningham Laura Arraya       | 6-3, 6-3       | Parcours |
| 107 | 22-10-1991 | Midland Bank Championships Brighton                 | Tier II       | 350 000 $   | Moquette (int.) | Natasha Zvereva     | Zina Garrison Lori McNeil            | 6-1, 6-2       | Parcours |
| 108 | 18-11-1991 | Virginia Slims Championships New York               | Masters       | 3 000 000 $ | Moquette (int.) | Martina Navrátilová | Gigi Fernández Jana Novotná          | 4-6, 7-5, 6-4  | Parcours |
| 109 | 10-02-1992 | Virginia Slims of Chicago Chicago                   | Tier II       | 350 000 $   | Moquette (int.) | Martina Navrátilová | Katrina Adams Zina Garrison          | 6-4, 7-6       | Parcours |
| 110 | 23-03-1992 | Acura US Hard Court Championships San Antonio       | Tier III      | 225 000 $   | Dur (ext.)      | Martina Navrátilová | Patty Fendick Andrea Strnadová       | 3-6, 6-2, 7-6  | Parcours |
| 111 | 11-01-1993 | Peters NSW Open Sydney                              | Tier II       | 275 000 $   | Dur (ext.)      | Elizabeth Smylie    | Lori McNeil Rennae Stubbs            | 7-6, 6-2       | Parcours |
| 112 | 31-01-1994 | Toray Pan Pacific Open Tokyo                        | Tier I        | 750 000 $   | Moquette (int.) | Elizabeth Smylie    | Manon Bollegraf Martina Navrátilová  | 6-3, 3-6, 7-6  | Parcours |
| 113 | 25-07-1994 | Acura US Hard Court Championships Stratton Mountain | Tier II       | 400 000 $   | Dur (ext.)      | Elizabeth Smylie    | Conchita Martínez Arantxa Sánchez    | 7-6, 2-6, 7-5  | Parcours |

### Finales en double dames
| No | Date       | Nom et lieu du tournoi                        | Catégorie      | Dotation    | Surface         | Vainqueures                          | Partenaire          | Score          |          |
| -- | ---------- | --------------------------------------------- | -------------- | ----------- | --------------- | ------------------------------------ | ------------------- | -------------- | -------- |
| 1  | 15-01-1979 | Avon Championships of Houston Houston         |                | 125 000 $   | Moquette (int.) | Martina Navrátilová Janet Newberry   | Betty Stöve         | 4-6, 6-4, 6-2  | Parcours |
| 2  | 03-12-1979 | NSW Building Society Classic Sydney           | Colgate Series | 100 000 $   | Gazon (ext.)    | Wendy Turnbull Billie Jean King      | Sue Barker          | 7-5, 6-4       | Parcours |
| 3  | 10-12-1979 | Berri South Australia Classic Adélaïde        | Colgate Series | 50 000 $    | Gazon (ext.)    | Hana Mandlíková Virginia Ruzici      | Sue Barker          | 2-6, 6-4, 6-4  | Parcours |
| 4  | 14-01-1980 | Avon Championships of Kansas Kansas City      |                | 125 000 $   | Moquette (int.) | Billie Jean King Martina Navrátilová | Laura duPont        | 6-3, 6-1       | Parcours |
| 5  | 14-04-1980 | Murjani WTA Championships Amelia Island       |                | 100 000 $   | Terre (ext.)    | Rosie Casals Ilana Kloss             | Kathy Jordan        | 7-6, 7-6       | Parcours |
| 6  | 16-06-1980 | BMW Championships Eastbourne                  |                | 125 000 $   | Gazon (ext.)    | Kathy Jordan Anne Smith              | Betty Stöve         | 6-4, 6-1       | Parcours |
| 7  | 21-07-1980 | Central Fidelity Bank International Richmond  |                | 100 000 $   | Moquette (int.) | Billie Jean King Martina Navrátilová | Anne Smith          | 6-4, 4-6, 6-3  | Parcours |
| 8  | 18-08-1980 | Volvo Women's Cup Mahwah                      |                | 100 000 $   | Dur (ext.)      | Martina Navrátilová Candy Reynolds   | Betty Stöve         | 4-6, 6-3, 6-1  | Parcours |
| 9  | 25-08-1980 | US Open Flushing Meadows                      | G. Chelem      | 300 000 $   | Dur (ext.)      | Billie Jean King Martina Navrátilová | Betty Stöve         | 7-6, 7-5       | Parcours |
| 10 | 19-01-1981 | Avon Championships of Cincinnati Cincinnati   |                | 150 000 $   | Moquette (int.) | Kathy Jordan Anne Smith              | Martina Navrátilová | 1-6, 6-3, 6-3  | Parcours |
| 11 | 06-04-1981 | Family Circle Cup Hilton Head                 |                | 150 000 $   | Terre (ext.)    | Rosie Casals Wendy Turnbull          | Mima Jaušovec       | 7-5, 7-5       | Parcours |
| 12 | 27-07-1981 | Wells Fargo Open San Diego                    |                | 125 000 $   | Dur (ext.)      | Kathy Jordan Candy Reynolds          | Rosie Casals        | 6-1, 2-6, 6-4  | Parcours |
| 13 | 12-10-1981 | Maybelline Classic Deerfield Beach            |                | 125 000 $   | Dur (ext.)      | Mary Lou Piatek Wendy White          | Paula Smith         | 6-1, 3-6, 7-5  | Parcours |
| 14 | 19-10-1981 | Daihatsu Challenge Brighton                   |                | 125 000 $   | Moquette (int.) | Barbara Potter Anne Smith            | Mima Jaušovec       | 6-7, 6-3, 6-4  | Parcours |
| 15 | 30-11-1981 | Toyota Australian Open Melbourne              | G. Chelem      | 200 000 $   | Gazon (ext.)    | Kathy Jordan Anne Smith              | Martina Navrátilová | 6-2, 7-5       | Parcours |
| 16 | 04-01-1982 | Avon Championships of Washington Washington   | Champ’s        | 200 000 $   | Moquette (int.) | Kathy Jordan Anne Smith              | Martina Navrátilová | 6-2, 3-6, 6-1  | Parcours |
| 17 | 11-01-1982 | Avon Championships of Cincinnati Cincinnati   | Champ’s        | 150 000 $   | Moquette (int.) | Sue Barker Ann Kiyomura              | Anne Smith          | 6-2, 7-6       | Parcours |
| 18 | 22-02-1982 | Avon Championships of California Oakland      | Champ’s        | 150 000 $   | Moquette (int.) | Barbara Potter Sharon Walsh          | Kathy Jordan        | 6-1, 3-6, 7-6  | Parcours |
| 19 | 18-04-1983 | United Airlines Tournament Orlando            |                | 200 000 $   | Terre (ext.)    | Billie Jean King Anne Smith          | Martina Navrátilová | 6-3, 1-6, 7-6  | Parcours |
| 20 | 14-11-1983 | National Panasonic Open Brisbane              |                | 150 000 $   | Gazon (ext.)    | Anne Hobbs Wendy Turnbull            | Sharon Walsh        | 6-3, 6-4       | Parcours |
| 21 | 06-02-1984 | Virginia Slims of Chicago Chicago             | VS Tour C3     | 150 000 $   | Moquette (int.) | Billie Jean King Sharon Walsh        | Barbara Potter      | 5-7, 6-3, 6-3  | Parcours |
| 22 | 24-06-1985 | The Championships Wimbledon                   | G. Chelem      | 900 000 $   | Gazon (ext.)    | Kathy Jordan Elizabeth Smylie        | Martina Navrátilová | 5-7, 6-3, 6-4  | Parcours |
| 23 | 15-07-1985 | Virginia Slims of Newport Newport (RI)        |                | 150 000 $   | Gazon (ext.)    | Chris Evert Wendy Turnbull           | Elizabeth Smylie    | 6-4, 7-6       | Parcours |
| 24 | 26-08-1985 | US Open Flushing Meadows                      | G. Chelem      | 1 250 000 $ | Dur (ext.)      | Claudia Kohde-Kilsch Helena Suková   | Martina Navrátilová | 6-75, 6-2, 6-3 | Parcours |
| 25 | 04-08-1986 | Player’s Canadian Open Montréal               |                | 250 000 $   | Dur (ext.)      | Zina Garrison Gabriela Sabatini      | Helena Suková       | 7-6, 5-7, 6-4  | Parcours |
| 26 | 30-01-1987 | Bridgestone Doubles Tokyo                     |                | 175 000 $   | Moquette (int.) | Claudia Kohde-Kilsch Helena Suková   | Elise Burgin        | 6-1, 7-6       | Parcours |
| 27 | 16-02-1987 | Virginia Slims of Florida Boca Raton          |                | 250 000 $   | Dur (ext.)      | Svetlana Cherneva Larisa Savchenko   | Chris Evert         | 6-0, 3-6, 6-2  | Parcours |
| 28 | 15-08-1988 | Player’s Canadian Open Montréal               | Tier II        | 300 000 $   | Dur (ext.)      | Jana Novotná Helena Suková           | Zina Garrison       | 7-6, 7-6       | Parcours |
| 29 | 10-04-1989 | Bausch & Lomb Championships Amelia Island     | Tier II        | 300 000 $   | Terre (ext.)    | Larisa Savchenko Natasha Zvereva     | Martina Navrátilová | 7-6, 2-6, 6-1  | Parcours |
| 30 | 12-06-1989 | Dow Classic Birmingham                        | Tier V         | 150 000 $   | Gazon (ext.)    | Larisa Savchenko Natasha Zvereva     | Meredith McGrath    | 7-5, 5-7, 6-0  | Parcours |
| 31 | 28-08-1989 | US Open Flushing Meadows                      | G. Chelem      | 2 138 000 $ | Dur (ext.)      | Hana Mandlíková Martina Navrátilová  | Mary Joe Fernández  | 5-7, 6-4, 6-4  | Parcours |
| 32 | 01-01-1990 | Danone Open Brisbane                          | Tier IV        | 150 000 $   | Dur (ext.)      | Jana Novotná Helena Suková           | Hana Mandlíková     | 6-3, 6-1       | Parcours |
| 33 | 11-02-1991 | Virginia Slims of Chicago Chicago             | Tier II        | 350 000 $   | Moquette (int.) | Gigi Fernández Jana Novotná          | Martina Navrátilová | 6-2, 6-4       | Parcours |
| 34 | 14-10-1991 | Porsche Tennis GP Filderstadt                 | Tier II        | 350 000 $   | Dur (int.)      | Martina Navrátilová Jana Novotná     | Natasha Zvereva     | 6-2, 5-7, 6-4  | Parcours |
| 35 | 04-11-1991 | Virginia Slims of California Oakland          | Tier II        | 350 000 $   | Moquette (int.) | Patty Fendick Gigi Fernández         | Martina Navrátilová | 6-4, 7-5       | Parcours |
| 36 | 27-01-1992 | Toray Pan Pacific Open Tokyo                  | Tier II        | 350 000 $   | Moquette (int.) | Arantxa Sánchez Helena Suková        | Martina Navrátilová | 7-5, 6-1       | Parcours |
| 37 | 10-08-1992 | Virginia Slims of Los Angeles Manhattan Beach | Tier II        | 350 000 $   | Dur (ext.)      | Arantxa Sánchez Helena Suková        | Zina Garrison       | 6-4, 6-2       | Parcours |
| 38 | 05-10-1992 | European Indoors Zurich                       | Tier II        | 350 000 $   | Moquette (int.) | Helena Suková Natasha Zvereva        | Martina Navrátilová | 7-6, 6-4       | Parcours |
| 39 | 12-10-1992 | Porsche Tennis GP Filderstadt                 | Tier II        | 350 000 $   | Dur (int.)      | Arantxa Sánchez Helena Suková        | Natasha Zvereva     | 6-4, 7-5       | Parcours |
| 40 | 18-01-1993 | Ford Australian Open Melbourne                | G. Chelem      | 2 400 000 $ | Dur (ext.)      | Gigi Fernández Natasha Zvereva       | Elizabeth Smylie    | 6-4, 6-3       | Parcours |
| 41 | 07-06-1993 | DFS Classic Birmingham                        | Tier III       | 150 000 $   | Gazon (ext.)    | Lori McNeil Martina Navrátilová      | Elizabeth Smylie    | 6-3, 6-4       | Parcours |
| 42 | 02-08-1993 | Mazda Tennis Classic San Diego                | Tier II        | 375 000 $   | Dur (ext.)      | Gigi Fernández Helena Suková         | Elizabeth Smylie    | 6-4, 6-3       | Parcours |
| 43 | 07-02-1994 | Asian Tennis Open Osaka                       | Tier III       | 150 000 $   | Moquette (int.) | Larisa Neiland Rennae Stubbs         | Elizabeth Smylie    | 6-4, 6-7, 7-5  | Parcours |
| 44 | 15-08-1994 | Matinee Ltd. - Canadian Open Montréal         | Tier I         | 750 000 $   | Dur (ext.)      | Meredith McGrath Arantxa Sánchez     | Elizabeth Smylie    | 2-6, 6-2, 6-4  | Parcours |
| 45 | 22-08-1994 | OTB International Schenectady                 | Tier III       | 150 000 $   | Dur (ext.)      | Meredith McGrath Larisa Neiland      | Elizabeth Smylie    | 6-2, 6-2       | Parcours |
| 46 | 17-06-1996 | Direct Line Int’l Championships Eastbourne    | Tier II        | 363 000 $   | Gazon (ext.)    | Jana Novotná Arantxa Sánchez         | Rosalyn Fairbank    | 4-6, 7-5, 6-4  | Parcours |

### Titre en double mixte
| No | Date       | Nom et lieu du tournoi | Catégorie | Dotation    | Surface      | Partenaire     | Finalistes                   | Score     |          |
| -- | ---------- | ---------------------- | --------- | ----------- | ------------ | -------------- | ---------------------------- | --------- | -------- |
| 1  | 25-05-1987 | Roland-Garros Paris    | G. Chelem | 1 085 000 $ | Terre (ext.) | Emilio Sánchez | Lori McNeil Sherwood Stewart | 6-3, 7-65 | Parcours |

### Finale en double mixte
| No | Date       | Nom et lieu du tournoi | Catégorie | Dotation    | Surface    | Vainqueures                    | Partenaire   | Score        |          |
| -- | ---------- | ---------------------- | --------- | ----------- | ---------- | ------------------------------ | ------------ | ------------ | -------- |
| 1  | 26-12-1989 | Hopman Cup II Perth    | ITF       | 350 000 AU$ | Dur (int.) | Arantxa Sánchez Emilio Sánchez | John McEnroe | 2 matchs à 1 | Parcours |

## Parcours en Grand Chelem

### En simple dames
| Année | Open d'Australie (janvier) | Open d'Australie (janvier) | Internationaux de France | Internationaux de France | Wimbledon       | Wimbledon           | US Open         | US Open             | Open d'Australie (décembre) | Open d'Australie (décembre) |
| ----- | -------------------------- | -------------------------- | ------------------------ | ------------------------ | --------------- | ------------------- | --------------- | ------------------- | --------------------------- | --------------------------- |
| 1978  | n/a                        | n/a                        | -                        | -                        | 3e tour (1/16)  | Sue Barker          | Finale          | Chris Evert         | -                           | -                           |
| 1979  | n/a                        | n/a                        | -                        | -                        | 2e tour (1/32)  | Laura duPont        | 1er tour (1/64) | Julie Harrington    | -                           | -                           |
| 1980  | n/a                        | n/a                        | -                        | -                        | 4e tour (1/8)   | Billie Jean King    | 1/4 de finale   | Tracy Austin        | 1/4 de finale               | Wendy Turnbull              |
| 1981  | n/a                        | n/a                        | -                        | -                        | 1/2 finale      | Chris Evert         | 4e tour (1/8)   | Anne Smith          | 1/2 finale                  | Martina Navrátilová         |
| 1982  | n/a                        | n/a                        | -                        | -                        | 4e tour (1/8)   | Barbara Potter      | 1/2 finale      | Hana Mandlíková     | 1/2 finale                  | Martina Navrátilová         |
| 1983  | n/a                        | n/a                        | 3e tour (1/16)           | Jo Durie                 | 2e tour (1/32)  | Iva Budařová        | 1/2 finale      | Martina Navrátilová | 1/2 finale                  | Martina Navrátilová         |
| 1984  | n/a                        | n/a                        | -                        | -                        | 1/4 de finale   | Kathy Jordan        | 1/4 de finale   | Wendy Turnbull      | 1/4 de finale               | Helena Suková               |
| 1985  | n/a                        | n/a                        | -                        | -                        | 1/4 de finale   | Martina Navrátilová | 1/4 de finale   | Steffi Graf         | 3e tour (1/8)               | Catarina Lindqvist          |
| 1986  | n/a                        | n/a                        | -                        | -                        | 1er tour (1/64) | Betsy Nagelsen      | 1/4 de finale   | Martina Navrátilová | n/a                         | n/a                         |
| 1987  | 1/4 de finale              | Catarina Lindqvist         | -                        | -                        | 1/2 finale      | Steffi Graf         | 1/4 de finale   | Steffi Graf         | n/a                         | n/a                         |
| 1988  | 4e tour (1/8)              | Anne Minter                | -                        | -                        | 1/2 finale      | Steffi Graf         | 2e tour (1/32)  | Leila Meskhi        | n/a                         | n/a                         |
| 1989  | 3e tour (1/16)             | Catarina Lindqvist         | -                        | -                        | 3e tour (1/16)  | Gretchen Rush       | 1er tour (1/64) | Larisa Savchenko    | n/a                         | n/a                         |
| 1990  | 3e tour (1/16)             | Kimiko Date                | -                        | -                        | -               | -                   | -               | -                   | n/a                         | n/a                         |
| 1991  | 3e tour (1/16)             | Anke Huber                 | -                        | -                        | 3e tour (1/16)  | Mary Joe Fernández  | 3e tour (1/16)  | Martina Navrátilová | n/a                         | n/a                         |
| 1992  | 3e tour (1/16)             | Zina Garrison              | -                        | -                        | 2e tour (1/32)  | Jennifer Capriati   | 2e tour (1/32)  | Steffi Graf         | n/a                         | n/a                         |
| 1993  | 1er tour (1/64)            | Debbie Graham              | -                        | -                        | -               | -                   | 1er tour (1/64) | Amy Frazier         | n/a                         | n/a                         |
| 1994  | 2e tour (1/32)             | Barbara Rittner            | 1er tour (1/64)          | Marianne Werdel          | 3e tour (1/16)  | Florencia Labat     | 2e tour (1/32)  | Lindsay Davenport   | n/a                         | n/a                         |
| 1995  | 1er tour (1/64)            | Linda Wild                 | -                        | -                        | 1er tour (1/64) | Lindsay Lee         | 2e tour (1/32)  | Nathalie Tauziat    | n/a                         | n/a                         |
| 1996  | 1er tour (1/64)            | Alexandra Fusai            | -                        | -                        | 2e tour (1/32)  | Anke Huber          | 1er tour (1/64) | Sandrine Testud     | n/a                         | n/a                         |

À droite du résultat, l’ultime adversaire.

### En double dames
| Année | Open d'Australie (janvier)    | Open d'Australie (janvier) | Internationaux de France | Internationaux de France   | Wimbledon                   | Wimbledon                  | US Open                       | US Open                    | Open d'Australie (décembre) | Open d'Australie (décembre) |
| ----- | ----------------------------- | -------------------------- | ------------------------ | -------------------------- | --------------------------- | -------------------------- | ----------------------------- | -------------------------- | --------------------------- | --------------------------- |
| 1978  | n/a                           | n/a                        | -                        | -                          | 1er tour (1/32) J. Newberry | E. Goolagong Betty Stöve   | 1/2 finale B. Nagelsen        | Kerry Reid W. Turnbull     | -                           | -                           |
| 1979  | n/a                           | n/a                        | -                        | -                          | -                           | -                          | 3e tour (1/8) B. Nagelsen     | Rosie Casals Chris Evert   | -                           | -                           |
| 1980  | n/a                           | n/a                        | -                        | -                          | 1/4 de finale Betty Stöve   | C. Reynolds Paula Smith    | Finale Betty Stöve            | B. J. King Navrátilová     | 1/4 de finale Betty Stöve   | Sue Barker Sharon Walsh     |
| 1981  | n/a                           | n/a                        | -                        | -                          | Victoire Navrátilová        | Kathy Jordan Anne Smith    | 1/2 finale Navrátilová        | Rosie Casals W. Turnbull   | Finale Navrátilová          | Kathy Jordan Anne Smith     |
| 1982  | n/a                           | n/a                        | -                        | -                          | Victoire Navrátilová        | Kathy Jordan Anne Smith    | 1/2 finale Navrátilová        | B. Potter Sharon Walsh     | Victoire Navrátilová        | Kohde-Kilsch Eva Pfaff      |
| 1983  | n/a                           | n/a                        | -                        | -                          | Victoire Navrátilová        | Rosie Casals W. Turnbull   | Victoire Navrátilová          | R. Fairbank C. Reynolds    | Victoire Navrátilová        | Anne Hobbs W. Turnbull      |
| 1984  | n/a                           | n/a                        | Victoire Navrátilová     | Kohde-Kilsch H. Mandlíková | Victoire Navrátilová        | Kathy Jordan Anne Smith    | Victoire Navrátilová          | Anne Hobbs W. Turnbull     | Victoire Navrátilová        | Kohde-Kilsch Helena Suková  |
| 1985  | n/a                           | n/a                        | Victoire Navrátilová     | Kohde-Kilsch Helena Suková | Finale Navrátilová          | Kathy Jordan E. Smylie     | Finale Navrátilová            | Kohde-Kilsch Helena Suková | Victoire Navrátilová        | Kohde-Kilsch Helena Suková  |
| 1986  | n/a                           | n/a                        | -                        | -                          | Victoire Navrátilová        | H. Mandlíková W. Turnbull  | Victoire Navrátilová          | H. Mandlíková W. Turnbull  | n/a                         | n/a                         |
| 1987  | Victoire Navrátilová          | Zina Garrison Lori McNeil  | Victoire Navrátilová     | Steffi Graf G. Sabatini    | 1/4 de finale Navrátilová   | S. Cherneva L. Savchenko   | Victoire Navrátilová          | Kathy Jordan E. Smylie     | n/a                         | n/a                         |
| 1988  | Victoire Navrátilová          | Chris Evert W. Turnbull    | Victoire Navrátilová     | Kohde-Kilsch Helena Suková | 3e tour (1/8) Navrátilová   | L. Savchenko N. Zvereva    | 1/2 finale Navrátilová        | G. Fernández Robin White   | n/a                         | n/a                         |
| 1989  | Victoire Navrátilová          | Patty Fendick Hetherington | -                        | -                          | 1/2 finale Navrátilová      | Jana Novotná Helena Suková | Finale MJ Fernández           | H. Mandlíková Navrátilová  | n/a                         | n/a                         |
| 1990  | 1er tour (1/32) H. Mandlíková | Jo-Anne Faull R. McQuillan | -                        | -                          | -                           | -                          | -                             | -                          | n/a                         | n/a                         |
| 1991  | 2e tour (1/16) Zina Garrison  | G. Fernández Jana Novotná  | -                        | -                          | 1/2 finale Navrátilová      | L. Neiland N. Zvereva      | Victoire N. Zvereva           | Jana Novotná L. Neiland    | n/a                         | n/a                         |
| 1992  | 1/2 finale N. Zvereva         | A. Sánchez Helena Suková   | -                        | -                          | 1/2 finale Navrátilová      | Jana Novotná L. Neiland    | 1/2 finale Navrátilová        | Jana Novotná L. Neiland    | n/a                         | n/a                         |
| 1993  | Finale E. Smylie              | G. Fernández N. Zvereva    | 2e tour (1/16) E. Smylie | S. Cecchini P. Tarabini    | 1/2 finale E. Smylie        | L. Neiland Jana Novotná    | 3e tour (1/8) E. Smylie       | S. Cecchini P. Tarabini    | n/a                         | n/a                         |
| 1994  | 1/2 finale E. Smylie          | G. Fernández N. Zvereva    | 2e tour (1/16) E. Smylie | E. Maniokova Leila Meskhi  | 1/4 de finale E. Smylie     | Jana Novotná A. Sánchez    | 3e tour (1/8) E. Smylie       | K. Maleeva Robin White     | n/a                         | n/a                         |
| 1995  | 2e tour (1/16) Julie Halard   | W. Probst D. Scott         | -                        | -                          | 1/4 de finale Nicole Arendt | Jana Novotná A. Sánchez    | 1/4 de finale Chanda Rubin    | G. Fernández N. Zvereva    | n/a                         | n/a                         |
| 1996  | 1er tour (1/32) E. Smylie     | A. Coetzer M. de Swardt    | -                        | -                          | 3e tour (1/8) R. Fairbank   | Katrina Adams M. de Swardt | 1er tour (1/32) Zina Garrison | L. Montalvo B. Rittner     | n/a                         | n/a                         |
| 1997  | 1er tour (1/32) E. Smylie     | R. Dragomir Silvia Farina  | -                        | -                          | 1er tour (1/32) E. Smylie   | A. Kournikova Likhovtseva  | -                             | -                          | n/a                         | n/a                         |

Sous le résultat, la partenaire ; à droite, l’ultime équipe adverse.

### En double mixte
| Année | Open d'Australie (janvier), | Open d'Australie (janvier), | Internationaux de France   | Internationaux de France | Wimbledon                   | Wimbledon                  | US Open                      | US Open                     | Open d'Australie (décembre), | Open d'Australie (décembre), |
| ----- | --------------------------- | --------------------------- | -------------------------- | ------------------------ | --------------------------- | -------------------------- | ---------------------------- | --------------------------- | ---------------------------- | ---------------------------- |
| 1978  | n/a                         | n/a                         | -                          | -                        | -                           | -                          | 3e tour (1/8) Dick Crealy    | P. Teeguarden Tom Leonard   | n/a                          | n/a                          |
| 1979  | n/a                         | n/a                         | -                          | -                        | -                           | -                          | 2e tour (1/8) V. Amritraj    | Anne Smith Kevin Curren     | n/a                          | n/a                          |
| 1983  | n/a                         | n/a                         | -                          | -                        | 1/2 finale Fred Stolle      | W. Turnbull John Lloyd     | -                            | -                           | n/a                          | n/a                          |
| 1985  | n/a                         | n/a                         | 2e tour (1/16) Ken Flach   | Paula Smith F. González  | -                           | -                          | -                            | -                           | n/a                          | n/a                          |
| 1987  | -                           | -                           | Victoire E. Sánchez        | Lori McNeil S. Stewart   | -                           | -                          | -                            | -                           | n/a                          | n/a                          |
| 1988  | -                           | -                           | 3e tour (1/8) Todd Witsken | Penny Barg Eric Korita   | -                           | -                          | -                            | -                           | n/a                          | n/a                          |
| 1991  | 1/2 finale M. Kratzmann     | Jo Durie Jeremy Bates       | -                          | -                        | 2e tour (1/16) M. Kratzmann | Caroline Vis Jan Siemerink | 1er tour (1/16) M. Kratzmann | Nicole Provis T. Woodbridge | n/a                          | n/a                          |
| 1992  | 1/4 de finale M. Kratzmann  | Nicole Provis M. Woodforde  | -                          | -                        | 2e tour (1/16) M. Kratzmann | Lori McNeil Bryan Shelton  | 1er tour (1/16) Jim Pugh     | R. McQuillan D. Macpherson  | n/a                          | n/a                          |
| 1993  | 1/4 de finale Sandon Stolle | Hetherington G. Michibata   | 3e tour (1/8) Mark Keil    | B. Schultz Murphy Jensen | -                           | -                          | 1er tour (1/16) Mark Keil    | M. Bollegraf Tom Nijssen    | n/a                          | n/a                          |
| 1994  | 2e tour (1/8) Mike Bauer    | Helena Suková T. Woodbridge | 2e tour (1/16) Byron Black | A. Coetzer Lan Bale      | 1/2 finale Byron Black      | Lori McNeil T. Middleton   | -                            | -                           | n/a                          | n/a                          |
| 1995  | -                           | -                           | -                          | -                        | -                           | -                          | 1er tour (1/16) S. Humphries | Rene Simpson Libor Pimek    | n/a                          | n/a                          |
| 1996  | -                           | -                           | -                          | -                        | 1/4 de finale P. Galbraith  | L. Neiland M. Woodforde    | -                            | -                           | n/a                          | n/a                          |

Sous le résultat, le partenaire ; à droite, l’ultime équipe adverse.

## Parcours aux Masters

### En simple dames
| #  | Date       | Nom de l'édition                            | ($)       | Surface         | Résultat              | Ultime adversaire   | Score         |          |
| -- | ---------- | ------------------------------------------- | --------- | --------------- | --------------------- | ------------------- | ------------- | -------- |
| 1  | 07/01/1981 | Colgate Series Championships Washington     | 250 000   | Moquette (int.) | Round Robin (défaite) | Chris Evert         | 6-4, 6-2      | Parcours |
| 1  | 07/01/1981 | Colgate Series Championships Washington     | 250 000   | Moquette (int.) | Round Robin (défaite) | Wendy Turnbull      | 7-5, 7-5      | Parcours |
| 2  | 23/03/1981 | Avon Circuit Championships New York         | 300 000   | Moquette (int.) | Round Robin (défaite) | Martina Navrátilová | 3-6, 6-1, 6-3 | Parcours |
| 2  | 23/03/1981 | Avon Circuit Championships New York         | 300 000   | Moquette (int.) | Round Robin (défaite) | Hana Mandlíková     | 6-2, 7-6      | Parcours |
| 3  | 14/12/1981 | Toyota Series Championships East Rutherford | 250 000   | Dur (int.)      | 1/2 finale            | Martina Navrátilová | 6-4, 7-6      | Parcours |
| 4  | 13/12/1982 | Toyota Series Championships East Rutherford | 300 000   | Dur (int.)      | 1/4 de finale         | Chris Evert         | 6-2, 6-3      | Parcours |
| 5  | 21/03/1983 | Virginia Slims Championships New York       | 350 000   | Moquette (int.) | 1/4 de finale         | Martina Navrátilová | 6-1, 6-2      | Parcours |
| 6  | 27/02/1984 | Virginia Slims Championships New York       | 500 000   | Moquette (int.) | 1/2 finale            | Martina Navrátilová | 7-6, 6-4      | Parcours |
| 7  | 18/03/1985 | Virginia Slims Championships New York       | 500 000   | Moquette (int.) | 1/4 de finale         | Martina Navrátilová | 6-2, 6-4      | Parcours |
| 8  | 17/03/1986 | Virginia Slims Championships New York       | 500 000   | Moquette (int.) | 1/4 de finale         | Steffi Graf         | 4-6, 7-6, 6-3 | Parcours |
| 9  | 17/11/1986 | Virginia Slims Championships New York       | 500 000   | Moquette (int.) | 1/2 finale            | Martina Navrátilová | 6-2, 4-6, 6-4 | Parcours |
| 10 | 16/11/1987 | Virginia Slims Championships New York       | 500 000   | Moquette (int.) | 1/4 de finale         | Manuela Maleeva     | 6-2, 3-6, 7-5 | Parcours |
| 11 | 14/11/1988 | Virginia Slims Championships New York       | 1 000 000 | Moquette (int.) | Finale                | Gabriela Sabatini   | 7-5, 6-2, 6-2 | Parcours |

### En double dames
| #  | Date       | Nom de l'édition                            | ($)       | Surface         | Résultat      | Partenaire          | Ultimes adversaires                | Score         |          |
| -- | ---------- | ------------------------------------------- | --------- | --------------- | ------------- | ------------------- | ---------------------------------- | ------------- | -------- |
| 1  | 17/03/1980 | Avon Circuit Championships New York         | 300 000   | Moquette (int.) | 1/2 finale    | Laura duPont        | Rosie Casals Wendy Turnbull        | 6-3, 6-7, 6-4 | Parcours |
| 2  | 07/01/1981 | Colgate Series Championships Washington     | 250 000   | Moquette (int.) | 1/2 finale    | Betty Stöve         | Rosie Casals Wendy Turnbull        | 6-4, 6-4      | Parcours |
| 3  | 23/03/1981 | Avon Circuit Championships New York         | 300 000   | Moquette (int.) | Victoire      | Martina Navrátilová | Barbara Potter Sharon Walsh        | 6-0, 7-6      | Parcours |
| 4  | 14/12/1981 | Toyota Series Championships East Rutherford | 250 000   | Dur (int.)      | Victoire      | Martina Navrátilová | Rosie Casals Wendy Turnbull        | 6-3, 6-4      | Parcours |
| 5  | 22/03/1982 | Avon Circuit Championships New York         | 300 000   | Moquette (int.) | Victoire      | Martina Navrátilová | Kathy Jordan Anne Smith            | 6-4, 6-3      | Parcours |
| 6  | 13/12/1982 | Toyota Series Championships East Rutherford | 300 000   | Dur (int.)      | Victoire      | Martina Navrátilová | Candy Reynolds Paula Smith         | 6-4, 7-5      | Parcours |
| 7  | 21/03/1983 | Virginia Slims Championships New York       | 350 000   | Moquette (int.) | Victoire      | Martina Navrátilová | Claudia Kohde-Kilsch Eva Pfaff     | 7-5, 6-2      | Parcours |
| 8  | 27/02/1984 | Virginia Slims Championships New York       | 500 000   | Moquette (int.) | Victoire      | Martina Navrátilová | Jo Durie Ann Kiyomura              | 6-3, 6-1      | Parcours |
| 9  | 18/03/1985 | Virginia Slims Championships New York       | 500 000   | Moquette (int.) | Victoire      | Martina Navrátilová | Claudia Kohde-Kilsch Helena Suková | 6-7, 6-4, 7-6 | Parcours |
| 10 | 17/03/1986 | Virginia Slims Championships New York       | 500 000   | Moquette (int.) | 1/2 finale    | Martina Navrátilová | Hana Mandlíková Wendy Turnbull     | 4-6, 6-3, 6-4 | Parcours |
| 11 | 17/11/1986 | Virginia Slims Championships New York       | 500 000   | Moquette (int.) | Victoire      | Martina Navrátilová | Claudia Kohde-Kilsch Helena Suková | 7-6, 6-3      | Parcours |
| 12 | 16/11/1987 | Virginia Slims Championships New York       | 500 000   | Moquette (int.) | Victoire      | Martina Navrátilová | Claudia Kohde-Kilsch Helena Suková | 6-1, 6-1      | Parcours |
| 13 | 14/11/1988 | Virginia Slims Championships New York       | 1 000 000 | Moquette (int.) | Victoire      | Martina Navrátilová | Larisa Savchenko Natasha Zvereva   | 6-3, 6-4      | Parcours |
| 14 | 13/11/1989 | Virginia Slims Championships New York       | 1 000 000 | Moquette (int.) | Victoire      | Martina Navrátilová | Larisa Savchenko Natasha Zvereva   | 6-3, 6-2      | Parcours |
| 15 | 18/11/1991 | Virginia Slims Championships New York       | 3 000 000 | Moquette (int.) | Victoire      | Martina Navrátilová | Gigi Fernández Jana Novotná        | 4-6, 7-5, 6-4 | Parcours |
| 16 | 16/11/1992 | Virginia Slims Championships New York       | 3 000 000 | Moquette (int.) | 1/2 finale    | Martina Navrátilová | Arantxa Sánchez Helena Suková      | 6-4, 7-5      | Parcours |
| 17 | 15/11/1993 | Virginia Slims Championships New York       | 3 708 500 | Moquette (int.) | 1/2 finale    | Elizabeth Smylie    | Gigi Fernández Natasha Zvereva     | 6-1, 6-2      | Parcours |
| 18 | 14/11/1994 | Virginia Slims Championships New York       | 3 500 000 | Moquette (int.) | 1/4 de finale | Elizabeth Smylie    | Gigi Fernández Natasha Zvereva     | 6-0, 6-4      | Parcours |

## Parcours aux Jeux olympiques

### En simple dames
| # | Date       | Nom de l'olympiade         | Surface    | Résultat      | Ultime adversaire | Score    |          |
| - | ---------- | -------------------------- | ---------- | ------------- | ----------------- | -------- | -------- |
| 1 | 20/09/1988 | Olympic Tennis Event Séoul | Dur (ext.) | 1/4 de finale | Zina Garrison     | 6-2, 6-3 | Parcours |

### En double dames
| # | Date       | Nom de l'olympiade         | Surface    | Résultat | Partenaire    | Ultimes adversaires          | Score          |          |
| - | ---------- | -------------------------- | ---------- | -------- | ------------- | ---------------------------- | -------------- | -------- |
| 1 | 20/09/1988 | Olympic Tennis Event Séoul | Dur (ext.) | Or       | Zina Garrison | Jana Novotná · Helena Suková | 4-6, 6-2, 10-8 | Parcours |

## Parcours en Coupe de la Fédération
| #                                                                              | Date       | Lieu      | Surface                          | Gagnante(s)                        | Perdante(s)                         | Score     |          |
|                                                                                |            |           |                                  |                                    |                                     |           |          |
| 1986 - 1er tour (groupe mondial) - États-Unis - Chine - 3 : 0                  |            |           |                                  |                                    |                                     |           |          |
| 1                                                                              | 22/07/1986 | Prague    | Terre (ext.)                     | Martina Navrátilová Pam Shriver    | Duan Li-Lan Pu Xin-Fen              | 6-2, 6-0  | Parcours |
|                                                                                |            |           |                                  |                                    |                                     |           |          |
| 1986 - 2e tour (groupe mondial) - États-Unis - Espagne - 3 : 0                 |            |           |                                  |                                    |                                     |           |          |
| 2                                                                              | 22/07/1986 | Prague    | Terre (ext.)                     | Martina Navrátilová Pam Shriver    | Ana Almansa María José Llorca       | 6-0, 6-1  | Parcours |
|                                                                                |            |           |                                  |                                    |                                     |           |          |
| 1986 - 1/4 de finale (groupe mondial) - États-Unis - Italie - 2 : 1            |            |           |                                  |                                    |                                     |           |          |
| 3                                                                              | 22/07/1986 | Prague    | Terre (ext.)                     | Martina Navrátilová Pam Shriver    | Laura Garrone Raffaella Reggi       | 6-3, 6-1  | Parcours |
|                                                                                |            |           |                                  |                                    |                                     |           |          |
| 1986 - 1/2 finale (groupe mondial) - États-Unis - Allemagne de l'Ouest - 3 : 0 |            |           |                                  |                                    |                                     |           |          |
| 4                                                                              | 22/07/1986 | Prague    | Terre (ext.)                     | Martina Navrátilová Pam Shriver    | Bettina Bunge Claudia Porwik        | 6-2, 6-3  | Parcours |
|                                                                                |            |           |                                  |                                    |                                     |           |          |
| 1986 - Finale (groupe mondial) - Tchécoslovaquie - États-Unis - 0 : 3          |            |           |                                  |                                    |                                     |           |          |
| 5                                                                              | 20/07/1986 | Prague    | Terre (ext.)                     | Martina Navrátilová Pam Shriver    | Hana Mandlíková Helena Suková       | 6-4, 6-2  | Parcours |
|                                                                                |            |           |                                  |                                    |                                     |           |          |
| 1987 - 1er tour (groupe mondial) - États-Unis - Japon - 3 : 0                  |            |           |                                  |                                    |                                     |           |          |
| 6                                                                              | 28/07/1987 | Vancouver |                                  | Pam Shriver                        | Akiko Kijimuta                      | 7-6, 6-1  | Parcours |
|                                                                                |            |           |                                  |                                    |                                     |           |          |
| 1987 - 2e tour (groupe mondial) - États-Unis - France - 3 : 0                  |            |           |                                  |                                    |                                     |           |          |
| 7                                                                              | 28/07/1987 | Vancouver |                                  | Pam Shriver                        | Isabelle Demongeot                  | 6-0, 7-6  | Parcours |
| 7                                                                              | 28/07/1987 | Vancouver | Chris Evert Pam Shriver          | Isabelle Demongeot Catherine Suire | 6-3, 6-3                            |           | Parcours |
|                                                                                |            |           |                                  |                                    |                                     |           |          |
| 1987 - 1/4 de finale (groupe mondial) - États-Unis - Grande-Bretagne - 3 : 0   |            |           |                                  |                                    |                                     |           |          |
| 8                                                                              | 28/07/1987 | Vancouver |                                  | Pam Shriver                        | Sara Gomer                          | 6-1, 6-3  | Parcours |
|                                                                                |            |           |                                  |                                    |                                     |           |          |
| 1987 - 1/2 finale (groupe mondial) - États-Unis - Bulgarie - 3 : 0             |            |           |                                  |                                    |                                     |           |          |
| 9                                                                              | 28/07/1987 | Vancouver |                                  | Pam Shriver                        | Katerina Maleeva                    | 6-3, 7-6  | Parcours |
| 9                                                                              | 28/07/1987 | Vancouver | Chris Evert Pam Shriver          | Katerina Maleeva Dora Rangelova    | 6-1, 6-1                            |           | Parcours |
|                                                                                |            |           |                                  |                                    |                                     |           |          |
| 1987 - Finale (groupe mondial) - États-Unis - Allemagne de l'Ouest - 1 : 2     |            |           |                                  |                                    |                                     |           |          |
| 10                                                                             | 26/07/1987 | Vancouver |                                  | Pam Shriver                        | Claudia Kohde-Kilsch                | 6-0, 7-6  | Parcours |
| 10                                                                             | 26/07/1987 | Vancouver | Steffi Graf Claudia Kohde-Kilsch | Chris Evert Pam Shriver            | 1-6, 7-5, 6-4                       |           | Parcours |
|                                                                                |            |           |                                  |                                    |                                     |           |          |
| 1989 - 1er tour (groupe mondial) - États-Unis - Grèce - 3 : 0                  |            |           |                                  |                                    |                                     |           |          |
| 11                                                                             | 03/10/1989 | Tokyo     | Dur (ext.)                       | Zina Garrison Pam Shriver          | A. Kanellopoúlou Olga Tsarbopoulou  | 6-1, 6-3  | Parcours |
|                                                                                |            |           |                                  |                                    |                                     |           |          |
| 1989 - 1/4 de finale (groupe mondial) - États-Unis - Autriche - 3 : 0          |            |           |                                  |                                    |                                     |           |          |
| 12                                                                             | 03/10/1989 | Tokyo     | Dur (ext.)                       | Martina Navrátilová Pam Shriver    | Barbara Paulus Judith Wiesner       | 6-1, 6-2  | Parcours |
|                                                                                |            |           |                                  |                                    |                                     |           |          |
| 1989 - Finale (groupe mondial) - États-Unis - Espagne - 3 : 0                  |            |           |                                  |                                    |                                     |           |          |
| 13                                                                             | 01/10/1989 | Tokyo     | Dur (ext.)                       | Zina Garrison Pam Shriver          | Conchita Martínez Arantxa Sánchez   | 7-5, 6-1  | Parcours |
|                                                                                |            |           |                                  |                                    |                                     |           |          |
| 1992 - 1er tour (groupe mondial) - Grande-Bretagne - États-Unis - 0 : 3        |            |           |                                  |                                    |                                     |           |          |
| 14                                                                             | 13/07/1992 | Francfort | Terre (ext.)                     | Debbie Graham Pam Shriver          | Jo Durie Clare Wood                 | 6-4, 7-66 | Parcours |
|                                                                                |            |           |                                  |                                    |                                     |           |          |
| 1992 - 2e tour (groupe mondial) - Danemark - États-Unis - 0 : 3                |            |           |                                  |                                    |                                     |           |          |
| 15                                                                             | 15/07/1992 | Francfort | Terre (ext.)                     | Debbie Graham Pam Shriver          | Henriette Kjaer Karin Ptaszek       | 6-4, 6-2  | Parcours |
|                                                                                |            |           |                                  |                                    |                                     |           |          |
| 1992 - 1/4 de finale (groupe mondial) - France - États-Unis - 1 : 2            |            |           |                                  |                                    |                                     |           |          |
| 16                                                                             | 16/07/1992 | Francfort | Terre (ext.)                     | Gigi Fernández Pam Shriver         | Isabelle Demongeot Nathalie Tauziat | 6-4, 6-2  | Parcours |
|                                                                                |            |           |                                  |                                    |                                     |           |          |
| 1992 - 1/2 finale (groupe mondial) - Allemagne - États-Unis - 2 : 1            |            |           |                                  |                                    |                                     |           |          |
| 17                                                                             | 18/07/1992 | Francfort | Terre (ext.)                     | Debbie Graham Pam Shriver          | Sabine Hack Barbara Rittner         | 6-2, 6-2  | Parcours |

## Classements WTA en fin de saison

### En simple
| Année | 1978 | 1979 | 1980 | 1981 | 1982 | 1983 | 1984 | 1985 | 1986 | 1987 | 1988 | 1989 | 1990 | 1991 | 1992 | 1993 | 1994 | 1995 | 1996 |
| Rang  | 13   | 33   | 9    | 7    | 6    | 5    | 4    | 4    | 5    | 4    | 5    | 18   | 67   | 37   | 30   | 38   | 63   | 109  | 177  |

Source : (en) « Classements de Pam Shriver », sur le site officiel du WTA Tour

## Vie privée
Elle se marie en 2002 avec George Lazenby. Elle demande le divorce en 2008. De cette union naîtront trois enfants dont deux jumeaux.